# Princess Bride
Cet article concerne le roman. Pour le film, voir Princess Bride (film).
Princess Bride (titre original : The Princess Bride) est un roman de fantasy écrit par William Goldman. Il est sorti en 1973. Le roman est présenté comme étant l'œuvre de l'écrivain florin Simon Morgenstern abrégée et commentée par William Goldman. Il est adapté au cinéma en 1987 par Rob Reiner.
Il a été traduit en français en 1988 par Jean-Pierre Pugi pour J'ai lu, puis en 2004 par Ange (Anne et Gérard Guéro) pour Bragelonne et Milady.

## Historique
Le roman a été écrit en 1973 par William Goldman alors qu'il travaille sur le scénario du film Les Femmes de Stepford de Bryan Forbes. Il présente le roman comme étant l'œuvre de l'écrivain florin Simon Morgenstern abrégée et commentée par lui.
En 1998, pour célébrer les vingt-cinq ans du livre, William Goldman complète l'ancienne édition d'une seconde introduction et d'un chapitre complémentaire baptisé Le bébé de Bouton d'or.
Le roman est découpé en douze parties : Introduction à l'édition du 25e anniversaire par William Goldman, Introduction de Princess Bride, I. La fiancée, II. Le fiancé, III. La cour, IV. Les préparatifs, V. L'annonce, VI. Les festivités, VII. Le mariage, VIII. La lune de miel, Le Bébé de Bouton d'or - Quelques explications et Le Bébé de Bouton d'or.

## Personnages

### Personnages principaux
- Bouton d'or[6] : fille d'un fermier de Florin, plus belle femme du monde ;
- Fezzik : géant turc, associé de Vizzini ;
- Humperdinck[7] : prince de Florin ;
- Inigo Montoya : escrimeur espagnol, associé de Vizzini ;
- Rugen : comte, confident du prince de Florin ;
- Vizzini : petit sicilien bossu. Il a un sens de la déduction très poussé ;
- Westley : garçon de ferme de Florin.

### Personnages secondaires
- Bella : reine de Florin, seconde épouse de Lotharon et belle-mère d'Humperdinck ;
- Cornelia : villageoise de Florin du même âge que Bouton d'or ;
- Domingo Montoya : forgeron du village d'Arabella près de Tolède. Père d'Inigo, il est assassiné par l'homme aux six doigts ;
- Falkbridge : l'homme le plus puissant du quartier des voleurs ;
- Giuletta : comtesse italienne amoureuse d'Inigo ;
- Le Terrible Pirate Roberts : Fameux pirate qui ne fait jamais de prisonnier. Il porte un masque noir. Après la retraite de Roberts, c'est son second Clooney qui s'affubla du masque et qui se fit passer pour Roberts. Puis ce furent un certain Cummberbund, ensuite Félix Raymond Ryan et enfin Westley qui prirent le relais ;
- Lotharon : vieux roi de Florin. Il a quatre-vingt-dix-sept ans ;
- MacPherson : maître d'armes écossais d'Inigo ;
- Max le Miracle : médecin personnel du roi ;
- Noreena : princesse de Guilder ;
- Pierre : second de Westley sur le Vengeance et futur Terrible Pirate Roberts ;
- Piccoli : maître d'armes italien d'Inigo ;
- Valérie la Sorcière : épouse de Max le Miracle depuis quatre-vingts ans ;
- Yeste : ami de Domingo, célèbre forgeron de Madrid ;
- Yellin : chef de la sécurité de la ville de Florin. Il est le cousin de l'Albinos qui garde le Zoo de la Mort ;
- Waverly : fille de Bouton d'or et Westley.

## Lieux imaginaires
- Désespoir : Pays voisin de Florin et de Guilder. William Goldman le situe « pas loin des pays baltes[8] ». C'est un pays déprimant, brumeux et sombre.
- Florin[9] : C'est la contrée d'origine de Bouton d'or et de Westley. William Goldman la situe « entre les territoires où apparaîtraient, plus tard, la Suède et l'Allemagne[10] ».
  - Florin : Capitale de Florin. On y trouve notamment le palais du roi Lotharion et un quartier des voleurs.
  - Hammersmith[11] : C'est « un petit bout de terrain au fin fond des terres privées du roi Lotharion[12] ». Pendant sa préparation au mariage, Bouton d'or est titrée Princesse de Hammersmith.
  - Zoo de la mort : C'est la réserve naturelle souterraine du prince Humperdinck. Il est toujours rempli d'animaux prêts à être chassés.
- Guilder[13] : C'est le royaume voisin de Florin. Une mer, nommée La Passe, sépare les deux royaumes.
  - Baie de la pieuvre géante : Crique où le Terrible Pirate Roberts amarre son navire, Le Vengeance.
  - Falaises de la démence : C'est une partie du littoral de Guilder pratiquement impossible à escalader.
  - Île à un arbre : Petite île qui sert de refuge à Westley.
  - Marais de feu : Région très dangereuse de Guilder. Elle est composée de soufre qui s'enflamme, de sable mouvant appelé Sable de neige et peuplée de RDTI[14].

## Adaptation
Le roman est adapté au cinéma en 1987 par Rob Reiner sur un scénario de William Goldman.
Le 11 novembre 2013, Disney Theatrical annonce une adaptation en comédie musicale du roman.